# Лукавац (громада)
Лукавац (хорв. і босн. Opština Lukavac, серб. Општина Лукавац) — боснійська громада, розташована в Тузланському кантоні Федерації Боснії і Герцеговини. Адміністративним центром є місто Лукавац.
| Боснія і Герцеговина | Це незавершена стаття з географії Боснії і Герцеговини. Ви можете допомогти проєкту, виправивши або дописавши її. |